# Narragodes ochreata
Narragodes ochreata là một loài bướm đêm trong họ Geometridae.